# You Don't Know What You're Doin'!
Pour plus de détails, voir Fiche technique et Distribution.
You Don't Know What You're Doin'! est un cartoon Merrie Melodies réalisé par Rudolf Ising et produit par Hugh Harman en 1931. Il met en scène Piggy le cochon.